# Puchar Polski w piłce siatkowej mężczyzn (1998/1999)
Puchar Polski w piłce siatkowej mężczyzn 1998/1999 – 42. sezon rozgrywek o siatkarski Puchar Polski, rozgrywany od 1932 roku.

## Klasyfikacja końcowa
| Miejsce | Drużyna                          |
| ------- | -------------------------------- |
| 1.      | Warka Strong Czarni Radom        |
| 2.      | AZS Yawal Częstochowa            |
| 3-4.    | Stal Hochland Nysa               |
| 3-4.    | Jastrzębie Borynia               |
| 5-8.    | Bosman Morze Szczecin            |
| 5-8.    | Kazimierz Płomień Sosnowiec      |
| 5-8.    | Stilon Gorzów Wielkopolski       |
| 5-8.    | Mostostal-Azoty Kędzierzyn-Koźle |